# Fortuna (Kartoffel)
Fortuna ist eine von der BASF Plant Science, einem Tochterunternehmen des deutschen Chemiekonzerns BASF, entwickelte Kartoffelsorte, die mit Hilfe gentechnischer Methoden resistent gegen die Kraut- und Knollenfäule (Phytophthora infestans) gemacht wurde.

## Entwicklung
Die neu entwickelte Kartoffelsorte basierte auf einer in Südamerika vorkommenden Kartoffelsorte (Solanum bulbocastanum), welche resistent gegen den Erreger der Kraut- und Knollenfäule ist. Bei dieser Wildkartoffel wurden mehrere Gene identifiziert, die für die Resistenz verantwortlich sind. Von diesen Resistenzgenen wurden zwei in eine vorhandene Kartoffelsorte übertragen.
Die neue Sorte sollte den Einsatz (bisher bis zu mehr als 20 mal pro Jahr bei schlechten Wetterbedingungen) von Fungiziden gegen die Erreger reduzieren und dem Landwirt so helfen, nachhaltiger und sparsamer mit Chemikalien umzugehen. Fortuna eignete sich vor allem für die Pommes-frites-Herstellung, hätte aber auch zu Chips weiterverarbeitet oder als Tafelware verzehrt werden können.
Im November 2011 beantragte die BASF Plant Science bei der Europäischen Union die Zulassung der Fortuna Kartoffelsorte als Lebensmittel.
Wegen fehlender Akzeptanz in Europa entschloss sich die BASF Plant Science im Frühjahr 2012 zur Einstellung von Biotechnologieprojekten, welche ausschließlich für den europäischen Markt konzipiert wurden, und zur Verlagerung des Standorts nach Nordamerika. Dies betrifft u. a. die Projekte Amflora und Fortuna.

## Weiterentwicklung
Eine Art Wiedergeburt erlebt die Kartoffel in den USA hingegen unter dem Namen Innate (2nd generation, Event W8) mit dem Resistenzgen Rpi-vnt1 aus Solanum stoloniferum. Eine Weiterentwicklung mit mehreren Resistenzen gibt es zudem von Forschern aus Belgien und den Niederlanden.